# بوبي جوليك
بوبي جوليك (بالإنجليزية: Bobby Julich)‏ مواليد 19 نوفمبر 1971 في تكساس، الولايات المتحدة، هو دراج أمريكي سابق في صنف سباق الدراجات على الطريق. سبق أن شارك في دورة الألعاب الأولمبية الصيفية وفاز بميدالية أولمبية.

## سجل النتائج

### المراكز
- حقق المركز الـ 9 في طواف إسبانيا 1996
- حقق المركز الـ 3 في سباق طواف فرنسا 1998
- حقق المركز الـ 18 في سباق طواف فرنسا 2001

## الميداليات
| الميدالية | المسابقة                       |
| --------- | ------------------------------ |
| فضية      | الألعاب الأولمبية الصيفية 2004 |

## روابط خارجية
- بوبي جوليك على موقع الاتحاد الدولي للدراجات (الإنجليزية)
- بوبي جوليك على موقع أرشيف الدراجات (الإنجليزية)
- بوبي جوليك على موقع إحصائيات الدراجات الإحترافية (الإنجليزية)
- بوبي جوليك على موقع نسبة الدراجات (الإنجليزية)
- بوبي جوليك على موقع CycleBase (الإنجليزية)
- بوبي جوليك على موقع أوليمبيديا (الإنجليزية)